# 사내고등학교
사내고등학교(史內高等學校)는 대한민국 강원특별자치도 화천군 사내면 사창리에 있는 공립 고등학교이다.

## 학교 연혁
- 1978년 12월 29일 : 사내고등학교 설립인가(6학급)
- 1979년 3월 1일 : 제1대 이광수 교장 취임
- 1979년 3월 2일 : 사내고등학교 개교
- 1982년 2월 6일 : 제1회 졸업식 (112명)
- 2014년 10월 16일 : 강원행복더하기학교 지정
- 2024년 3월 1일 : 제21대 박용식 교장 취임
- 2025년 1월 9일 : 제44회 35명 졸업식(35명, 연 2,863명)
- 2025년 3월 4일 : 신입생 입학식(29명)

## 참고 자료
- 사내고등학교 - 한국교육학술정보원 학교알리미